# Nimfă (mitologie)

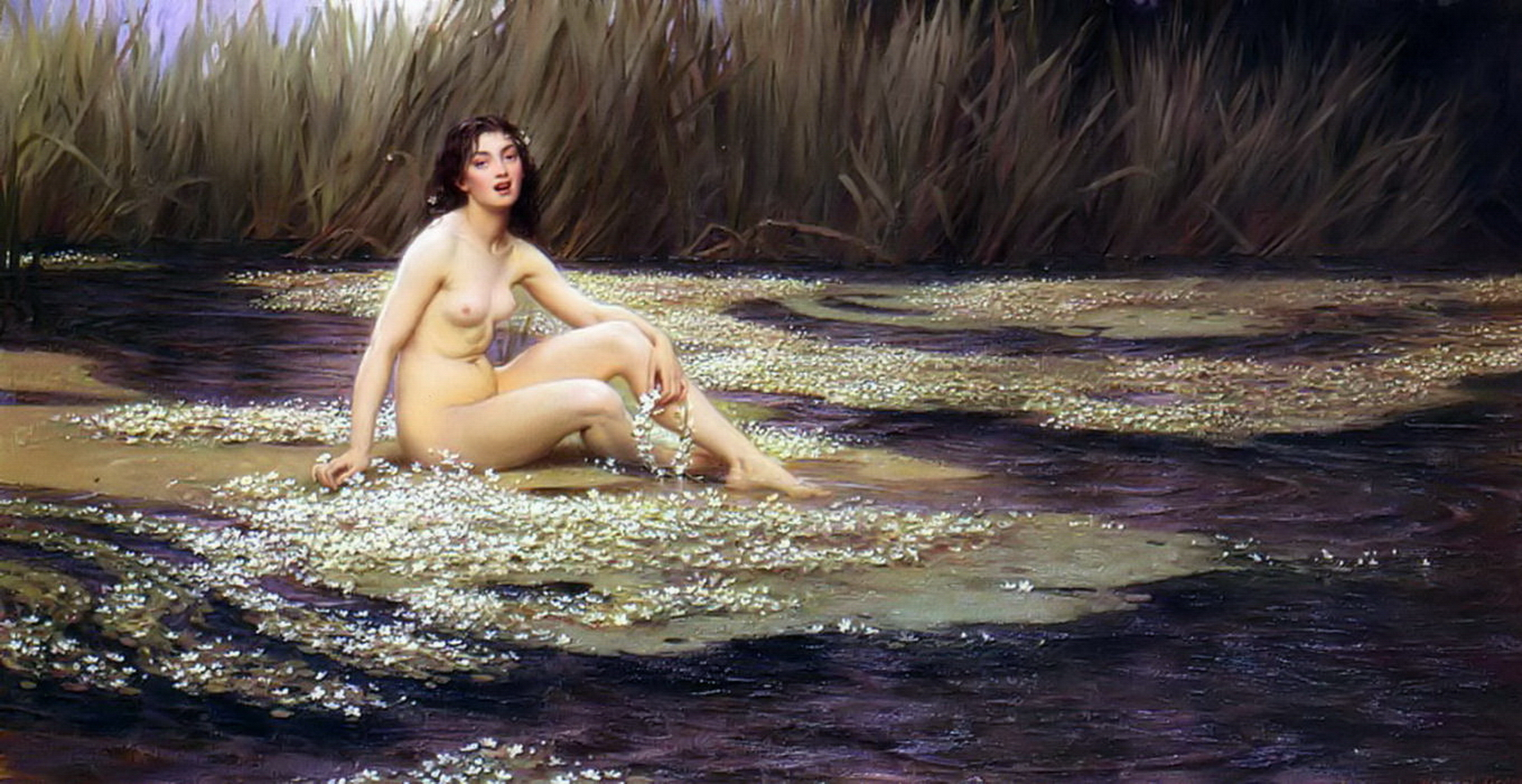
Nimfă de apă

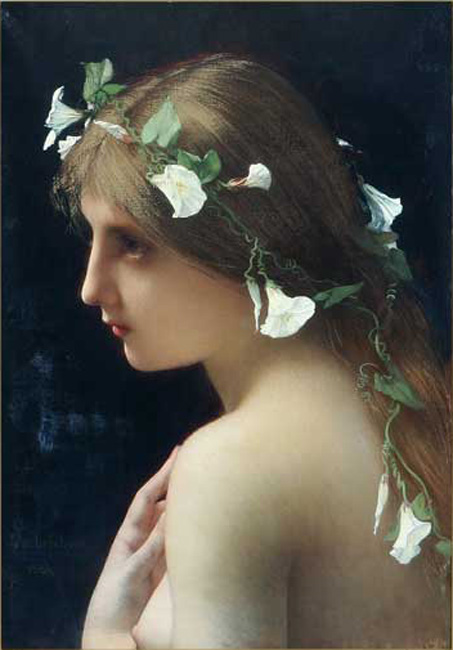
Nimfă
(tablou de Jules Joseph)

Nimfele sunt genii ale naturii, pe care cei vechi și le închipuiau ca pe niște fecioare tinere și frumoase. Ele se asemănau cu sânzienele.

## Mitologie
Ele locuiau în grotele de pe vârfurile munților, în codri deși, pe câmpii sau în ape și erau de mai multe categorii: nimfele apelor purtau numele de oceanide, nereide și naiade, cele ale munților de oreade, iar cele ale pădurilor de driade și hamadriade. Nimfele erau înzestrate cu darul profeției. De cele mai multe ori oamenii le invocau în calitate de genii protectoare, implorându-le sprijinul. Legendele legate de numele lor sunt numeroase, ele fiind iubite de zei și nu arareori și de muritori (de exemplu, Daphne, Callisto etc.).
Tinere frumoase și seducătoare, nimfele au numeroși iubiți, majoritatea zei: Zeus, Apollo, Hermes și Dionis. Dar nimfele căutau de obicei tineri. Astfel, cucerite de frumusetea lui Hylas, ele i-l răpesc lui Heracle și-l atrag în adâncurile izvorului lor. Puternice, nimfele sunt redutabile. Însăși frumusețea lor poate duce la nebunie. Erau considerate divinități secundare, cu puteri limitate, iar cultul lor nu se preta la mari celebrări publice, însă erau foarte populare. Apropiate de oameni, erau venerate prin intermediul preoților. Sanctuarele lor erau doar izvorul, copacul, stânca sau fântâna, locuri pe care țăranii le decorau așa cum doreau.
Există nenumărate legende în care nimfele erau printre personajele principale. Una dintre acestea este cea a lui Narcis, simbolul iubirii de sine. Narcis fusese binecuvântat de către zei cu o frumusețe nemaivăzută, frumusețe care făcea victime atât printre femei, dar și printre bărbați. Multe nimfe se îndrăgostesc de Zeus, printre care și Echo. Aceasta este blestemată de Hera, soția lui Zeus deoarece l-a ajutat pe stăpânul Olimpului să o înșele. Nimfa a ținut-o de vorbă pe Hera în timp ce Zeus o înșela. Aflând de acest lucru, Hera a pedepsit-o pe Echo, luându-i glasul, lăsând-o să scoată numai sunete scurte. Echo îl urmărește pe Narcis în pădurea unde acesta vâna. Simțindu-i prezența, Narcis întrebă cu glas tare cine este în pădure. Nimfa nu putea decât să scoată ecoul spuselor lui Narcis. Disperată că nu poate să comunice cu Narcis, Echo se aruncă în brațele sale. Surprins, tânărul fuge, iar nimfa nu mai vrea să trăiască și se omoară.
Alta legendă este despre o nimfă, Galatea, care se îndrăgosti de un tânar păstor pe nume Acis, fermecată de cântecul lui. Iar când Galatea și Acis s-au privit în ochi, întorceau privirile lor sfioase. Era o seară minunată dar apăru Polifem, un ciclop, fiu a lui Poseidon, o amenință pe Galatea că îi va distruge trupul lui Acis. Iar Polifem a aruncat o stâncă în Acis. Din trupul tânărului nu rămaseră decât picături de sânge. Lui Nereus i se făcu milă de Galatea așa că transformă picăturile de sânge ale lui Acis într-un râu care curge în mare.
Legendele nimfelor au surescitat imaginația multora, însă mai ales a pictorilor celebri care le-au consacrat acestora unele dintre cele mai frumoase tablouri existente.